# Biserica Talpalari
Biserica „Talpalari” din Iași este o biserică ortodoxă din municipiul Iași ctitorită de marele vistiernic Iordachi Cantacuzino în secolul al XVII-lea. Lăcașul de cult este situat în centrul orașului Iași, lângă cinematograful Victoria, pe str. Tălpălari nr. 3. El are hramurile „Nașterea Maicii Domnului" (8 septembrie) și „Sf. Ilie" (20 iulie).
Biserica „Nașterea Maicii Domnului” - Tălpălari din Iași a fost inclusă pe Lista monumentelor istorice din județul Iași din anul 2015, având codul de clasificare  IS-II-m-B-04078.  Biserica este datată din secolul al XIX-lea în această listă.

## Istoric

### Biserica în secolele al XVII-lea și al XVIII-lea

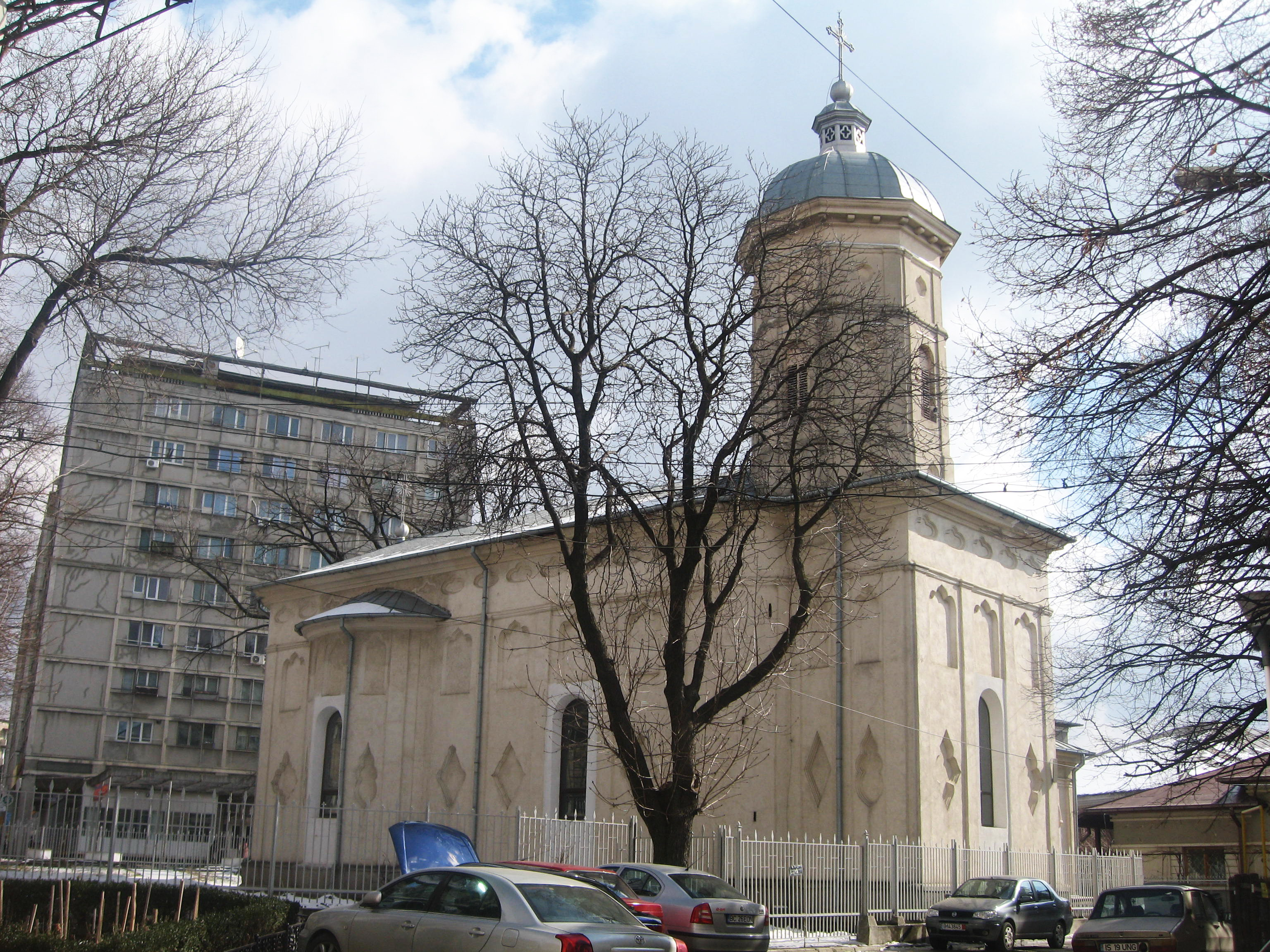
Vedere a bisericii dinspre nord-vest

Primul ctitor al bisericii „Nașterea Maicii Domnului" (cunoscută astăzi ca Biserica Talpalari) este marele vistiernic Iordache Cantacuzino (cca. 1581 - 1663), după cum reiese din documente vechi și dintr-un pomelnic din 1806.  Marele boier era fiul marelui vistiernic Andronic Cantacuzino din Muntenia și a fost cumnat cu voievodul Vasile Lupu (1634-1653) și sfetnic apropiat al acestuia. El a îndeplinit demnitățile de mare vistiernic (1631-1653) și mare vornic (1662) și a ctitorit mai multe biserici.
Prima atestare documentară a acestei biserici este într-un document din 20 mai 7218 (=1710), în care se scrie că „Silion ficiorul lui Neculai, nepotul Petrii, ce au fost căpitan" vinde "popii Ion de la biserica dumisale răpăosatului Iordachi ce au fost vistiernic mare", un loc de casă pe Ulița Strâmbă.   Pe lângă acest document, în inventarul bisericii se află o cruce de argint donată de Iordache Cantacuzino, cu o inscripție în limba slavonă cu anul 7168 (=1660). Istoricul N.A. Bogdan încadrează construcția acestui lăcaș de cult în perioada 1630-1660, iar preotul ic. stavr. Nicolae Dascălu și prof. Sorin Iftimi în jurul anului 1640. 
Plecând de la obiceiul marelui vistiernic Iordache Cantacuzino de a pune pisanii în piatră la bisericile construite de el (ca la Biserica Sfinții Voievozi din Pașcani), istoricul Gheorghe Ghibănescu presupune că aceasta ar fi fost sfărâmată cu prilejul reparațiilor din 1827. 
Biserica a fost construită în capătul de nord-vest al Uliței Mari (azi Bd. Ștefan cel Mare și Sfânt), unde începea “mahalaua calicilor” sau a “mișeilor” care cobora spre râul Bahlui.  Pe aceste locuri s-au așezat în secolul al XVIII-lea meșterii tălpălari, cu atelierele lor de dubit pieile și de confecționat încălțăminte. Împreună cu descendenții vechiului ctitor și cu boierii enoriași, breasla tălpălarilor s-a îngrijit de această biserică, de la ei provenind și denumirea populară a lăcașului de cult. Atestarea patronajului acestei bresle este într-un document din 1742, când paroh al bisericii era preotul Antonie și staroste al breslei tălpălarilor Ioan Papajemnă.  Meșterii talpalari au donat bisericii un loc pe strada Gării. După precizările lui N.A. Bogdan, în cafasul bisericii se mai păstra la începutul secolului al XX-lea o lumânare de ceară a breslei talpalarilor. 
Avariată în decursul timpului, biserica a fost refăcută în secolul al XVIII-lea , în jurul anului 1760.  Edificiul avea acoperiș de draniță, care a fost înlocuit în 1797. 
Încă din vechime, Biserica Talpalari a beneficiat de anumite danii și privilegii din partea domnitorilor. Aceste privilegii au fost confirmate și sporite prin hrisoave ale voievozilor Alexandru I Mavrocordat (în 1785), Alexandru Moruzi (la 6 august 1792), Mihail Suțu I (în 1793), Scarlat Callimachi (în 1813) și Mihail Suțu al II-lea (la 30 iulie 1820). 
Printre enoriașii săi se aflau mulți boieri din familii vechi: Cantacuzino, Balș, Cazimir, Carp, Scorțescu, Burghelea, Hermeziu, Beldiman, Gane, Gosan, Botezatu, Bosiasa etc. După cum relatează Gh. Ghibănescu, într-un act din 30 mai 1796 sunt menționați ca epitropi ai bisericii Episcopul de Huși, Veniamin Costachi, Iordachi Balș și Iordachi Cantacuzino, toți trei veri primari între ei. 
Unul dintre enoriași, banul Atanasie Gosan, a lăsat acestei biserici prin Diata sa din 6 aprilie 1828 întreaga moșie Mădârjești din Ținutul Cârligăturii cu satul Cudrești (692 ha), precum și 5,25 ha la Bucium, cu case, vie și livadă. 

### Rezidirea bisericii

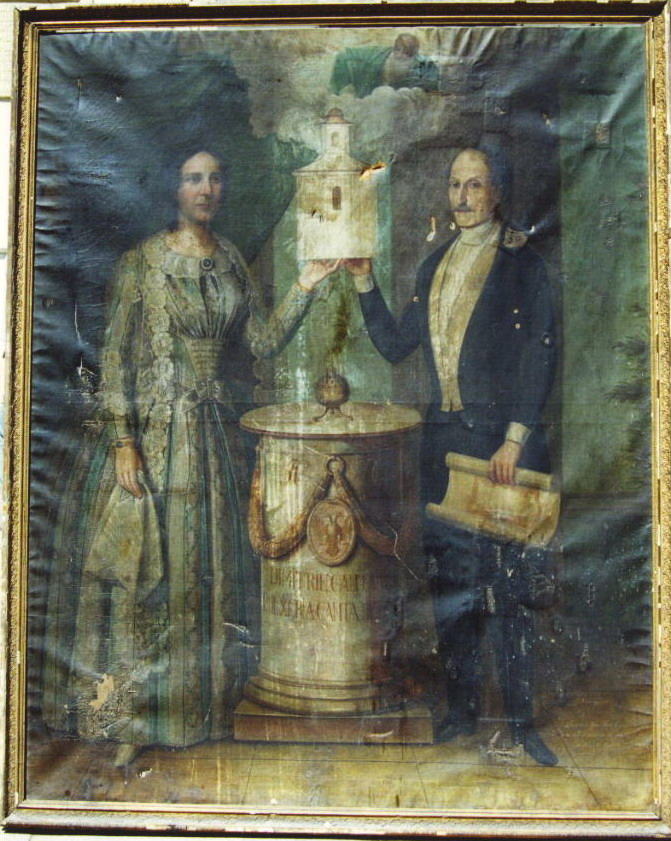
Marele vornic Dimitrie Cantacuzino-Pașcanu şi soția sa, Pulcheria, înfăţişaţi drept ctitori ai bisericii într-un tablou în ulei din sec. al XIX-lea

Edificiul a ars într-un incendiu din 19 iulie 1827. După cum relatează o însemnare de pe un Triod din patrimoniul bisericii, publicată de Nicolae Iorga în Inscripții, vol. II, p. 188, un foc mare „început la casele spătarului Ilie Zmău și arzând Ulița mare toată, Mitropolia, Trisfetitele, Curtea gospod, Podul vechi, Târgul de jos, Heresteaua și Sfântul Constantin până peste Bahlui, au ars și biserica Tălpălari, distrugându-o până la goliciunea zidurilor”. Lăcașul de cult a fost rezidit din temelie de către marele vornic Dimitrie Cantacuzino-Pașcanu (1789-1862?), „făcându-i din nou bolțile și catapeteasma, mărindu-i ferestrele și înfrumusețându-le cu cele din lăuntru și cele din afară podoabe”.
Dimitrie Cantacuzino-Pașcanu s-a căsătorit în 1814 cu Pulcheria (Profira) Beldiman (1792-1870), fiica vornicului Alecu Beldiman. În perioada 1851-1858, cei doi au ctitorit Spitalul "Sf. Treime" din Iași, cunoscut astăzi ca Spitalul Pașcanu. Vornicul a rămas epitrop al bisericii timp de 35 de ani, adică de la 1827 până la 1862. În inventarul bisericii se află un tablou în ulei în care este reprezentat marele vornic Dimitrie Cantacuzino-Pașcanu, împreună cu soția sa, Pulcheria, ținând chivotul bisericii în mâini.
După construirea în imediata apropiere a clădirii Academiei Mihăilene, în biserică s-a celebrat la 16 iunie 1835 o slujbă de binecuvântare. Pentru o perioadă, Biserica Talpalari a servit ca paraclis al noii instituții, dobândind și renumele de «biserică a școalelor». Biserica era despărțită de academie numai printr-un zid de piatră, în care se făcuse o deschidere pentru a permite trecerea. 
Biserica a suferit reparații capitale în perioada 1884-1890, care s-au făcut din venituri proprii. În acei ani s-a reparat zidăria, s-a reconstruit clopotnița și s-au adăugat două pavilioane pe latura sudică: unul la intrarea în pridvor, celălălt cu acces la altar (cu rol de veșmântărie), deasupra criptei unde se află osemintele unor ctitori și binefăcători ai bisericii. A fost refăcut mobilierul bisericii (balconul cafasului, stranele, ușile și ferestrele) și s-a poleit catapeteasma. În 1886, pictorul N. Roteanu a pictat pereții interiori și bolțile în ulei, în stil neorenascentist.
În a doua jumătate a secolului al XX-lea, Biserica Talpalari a fost deposedată de averi. După demolarea Academiei Mihăilene în 1964, în apropierea zidului nordic al bisericii s-au construit blocuri înalte care au ascuns biserica. În anul 1954, după ce s-a demolat biserica filială cu hramul „Sf. Ilie” de pe strada Vasile Alecsandri nr. 9, ctitorită în jurul anului 1620 de către vel-logofătul Ionașcu Ghenghea, Biserica Talpalari a primit și hramul „Sf. Ilie”.
În ultimul deceniu al secolului al XX-lea, după înlăturarea regimului comunist, s-au efectuat unele lucrări de restaurare a lăcașului de cult: refacerea împrejmuirii bisericii, reparații curente, repararea criptei boierești și așezarea deasupra intrării acesteia a unui mozaic bizantin cu scena Învierea Domnului. Biserica Talpalari a fost inclusă pe vechea Listă a monumentelor istorice cu codul 24 B 406.

## Arhitectura și iconografia
Biserica Talpalari are formă de cruce, cu un turn-clopotniță deasupra exonartexului. Absida altarului și cele două abside laterale sunt semicirculare în interior și poligonale în exterior, fiind mai joase decât acoperișul bisericii. Zidurile exterioare ale edificiului sunt împodobite de jur-împrejur cu nișe trilobate (pe două registre: sub streașină și deasupra ferestrelor) și nișe rombice (la nivelul ferestrelor). Nișe trilobate sunt prezente și pe turnul-clopotniță, intercalându-se între ferestre. 
În interior, biserica este compartimentată în pridvor, pronaos, naos și altar. Pe latura sudică, au fost adăugate ulterior două pavilioane: unul la intrarea în pridvor și al doilea la intrarea în altar (cu rol de veșmântar și bibliotecă parohială), deasupra criptei.
Pridvorul închis are o boltă semicirculară; în peretele nordic se află o ușă pe unde se urcă în cafas și în clopotniță. Din pridvor (exonartex) se intră în pronaos (nartex) printr-o ușă semicirculară. Pronaosul are o boltire en berceaux, sprijinită pe pereții laterali și vestici. Pronaosul este despărțit de naos printr-o arcadă semicirculară înaltă și prin pilaștri pictați pe zid. În partea superioară a pronaosului se află cafasul. Naosul are o cupolă semisferică, puțin adâncă, sprijinită pe patru arcade semicirculare. Altarul are o boltă în formă de semicalotă, cu o fereastră în axul estic. 
Iconografia bisericii este realizată în anul 1886 în stil neorenascentist de către pictorul N. Roteanu și cuprinde câteva tablouri de mari dimensiuni, remarcându-se scenele din pronaos: «Drumul Calvarului» (pe zidul nordic) și «Iisus judecat în fața lui Pilat» (pe zidul sudic). Catapeteasma din lemn, lucrată în stil baroc, este de o mare finețe artistică, fiind asemănătoare cu cea de la biserica Mănăstirii Sucevița. Ea are are colonade albe, ornamentate cu sculpturi de lemn aurit, iar ușile diaconești sunt așezate în unghi. 

## Obiecte de patrimoniu
În inventarul bisericii se află mai multe obiecte cu valoare de patrimoniu și anume: 
- o cruce de argint dăruită de Iordache Cantacuzino în 1660, cu o inscripție în limba slavonă
- cărți de cult din 1780
- un potir din 1792
- un aer (epitaf), cusut cu fir de aur și argint, având o inscripție în limba greacă din 1802
- un chivot din 1803
- un tablou în ulei în care este reprezentat marele vornic Dimitrie Cantacuzino-Pașcanu, împreună cu soția sa, Pulcheria, ținând chivotul bisericii în mâini [4]

## Necropolă boierească

### Cripta de sub biserică

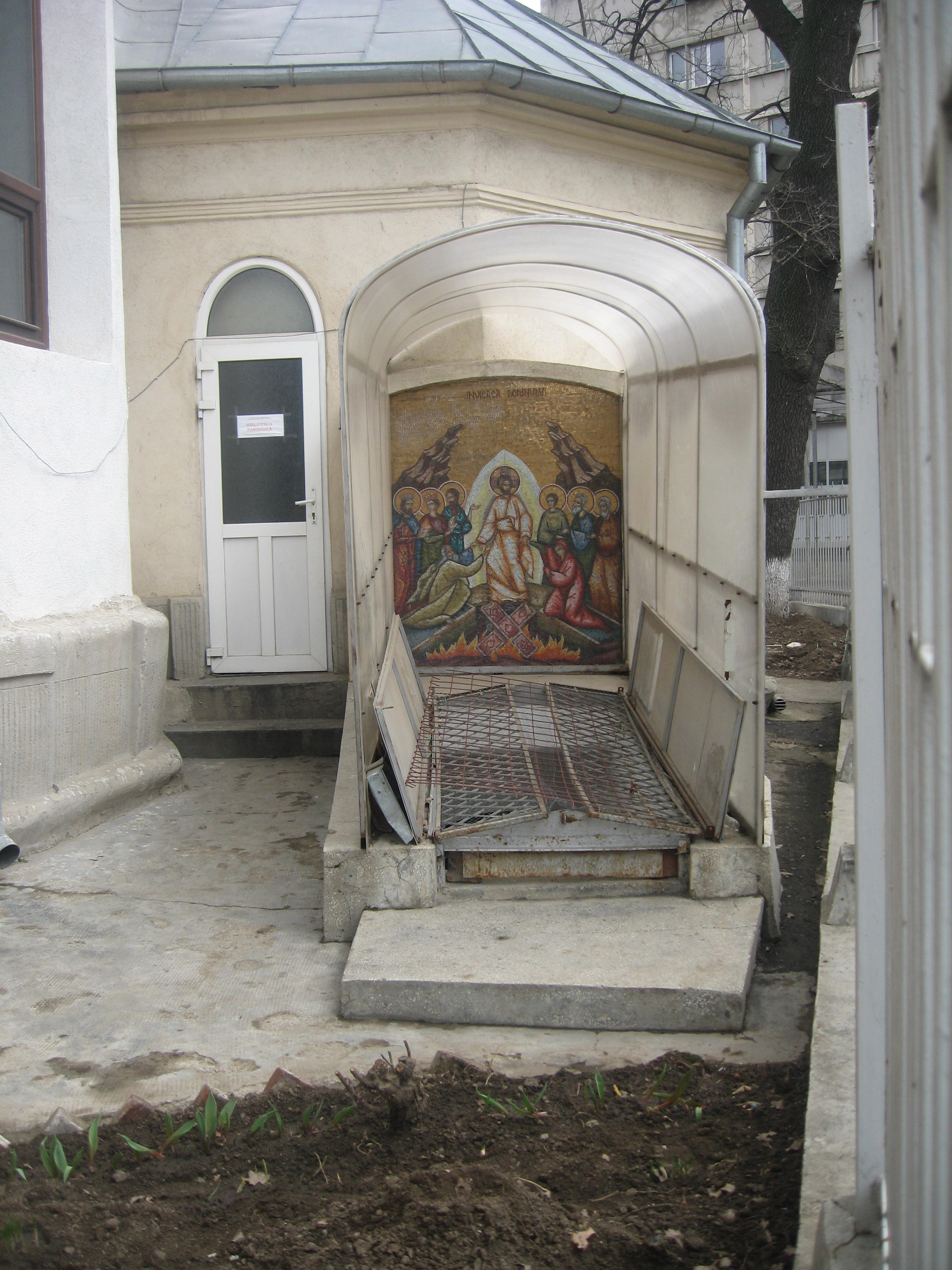
Intrarea în cripta bisericii

Lângă zidurile bisericii, într-o criptă, au fost înmormântați mai mulți binefăcători ai așezământului din diferite familii boierești. Printre aceștia sunt membri ai familiilor Cantacuzino, Rosetti și Beldiman. Pe o placă de marmură se află reprezentat blazonul familiei Beldiman și este săpată o inscripție în limba română cu caractere chirilice având următorul conținut: "Aice odihnesc oasăle adormiților robilor lui Dumnezeu a familia Beldimăneștilor. Adormiții Georgie, Maria, Filaret Arhiereu, Andrei, Ioan, Alexandru, Parascheva, Vasilie, Manolachi, Ana, Efrosina, Dimitrie, Smaranda, Vasilie, Alexandru, Constantin, Ralu, Anastasia, Maria, Ecaterina și tot niamul lor". 
Cripta a fost restaurată în anul 1999 de către familia Georgeta și Constantin Popa, pentru pomenirea fiicei lor, Luminița–Lavinia.
Printre cei înmormântați aici sunt următorii:
- Mihalache Cantacuzino-Pașcanu (1791 - 1 ianuarie 1857) - fiul marelui logofăt Iordache Cantacuzino-Pașcanu. A fost căsătorit de două ori: cu Eufrosina Greceanu și cu Maria Ghika (1792-1864). [4]
- Pulcheria Cantacuzino (d. 3 februarie 1842) - fiica postelnicului Lascarache Rosetti, soția marelui logofăt Constantin Cantacuzino
- Athanasie Gosanu - care a avut următoarele demnități: stolnic și paharnic [14]
- Gheorghe Beldiman (cca 1724 - 3 aprilie 1792) - fiul vornicului Grigore Beldiman, care a avut următoarele demnități: stolnic (1763), mare șetrar (1763), ispravnic de Fălciu și vornic. A fost căsătorit de două ori: cu Maria Costaki-Epureanu și cu Maria, fiica lui Lefter Vameșul.
- Maria Beldiman - născută în familia Costaki-Epureanu, prima soție a vornicului Gheorghe Beldiman
- Anastasia Rosetti - fiica vornicului Gheorghe Beldiman, a fost căsătorită cu spătarul Constantin Rosetti
- Alecu Rosetti-Ciortescu (19 ianuarie 1795 - 10 iunie 1837) - fiul spătarului Constantin Rosetti și a Anastasiei Beldiman, care a avut următoarele demnități: comis, agă, deputat (1835-1836). A fost căsătorit cu Profira Miclescu. Pe piatra sa de mormânt, aflată odată în cimitirul bisericii, Gheorghe Ghibănescu a descifrat următoarea inscripție: [15]

"Aici în al morții sân

Zace aga Alecu Roset;

Aici rudele în bocet

Îndreptează a lor suspin

Aici patria jelește

Al ei sprijin și nădejde

Ce aici odihna sfântă

Inima lui rece-apusă

Pentru dânsul înfierbântată

Inima ce-l cunoscuse.

Născut la 1795 Ianuar 19

Săvârșit la 1837 Iuni 10.
- Alexandru (Alecu) Beldiman (1760 - ianuarie 1825) - fiul vornicului Gheorghe Beldiman, care a avut următoarele demnități: comis (1786), serdar (1789), ban (1794), agă (1814) și vornic (1821). A fost căsătorit de patru ori: cu Ileana (Teodosia) Conachi, cu fiica postelnicului Manolache Romano, cu Ileana Costandachi și cu Elena Grecianu. A rămas cunoscut în istorie ca autor al scrierii în versuri „Tragodia sau mai bine a zice jalnica Moldovii întîmplare după răzvrătirea grecilor, 1821”.
- Vasile Beldiman (d. 15 octombrie 1853) - fiul vornicului Alecu Beldiman și a Ilenei Conachi, care a avut următoarele demnități: agă, pârcălab de Galați (1839), postelnic și vornic. S-a căsătorit la 5 februarie 1825 cu Maria Mavrocordat (d. 1883), sora Doamnei Zoița Bibescu.
- Filaret (Filip) Beldiman (1770 - 7 iulie 1844) - fiul vornicului Gheorghe Beldiman, s-a călugărit cu numele de Filaret, a fost arhiereu cu titulatura "Apamias" (din 1813), egumen al Mănăstirii Negru-Vodă din Câmpulung Muscel (1812-1837) și al Mănăstirii Slatina, locțiitor de mitropolit al Moldovei (1842-1844).
- Dumitru Beldiman (d. 1837) - fiul vornicului Gheorghe Beldiman, care a avut următoarele demnități: ban (1812), spătar (1822), vornic (1825) și medelnicer. A fost căsătorit cu Smaranda Neculce.
- Smaranda Beldiman - născută în familia Neculce, a fost căsătorită cu medelnicerul Dumitru Beldiman.
- Vasile Beldiman (1804 - 5 octombrie 1833) - fiul medelnicerului Dumitru Beldiman și a Smarandei Neculce, care a avut următoarele demnități: spătar și vornic. A fost proprietarul moșiei Hoceni.
- Iordache Beldiman (1806 - 24 noiembrie 1870) - fiul medelnicerului Dumitru Beldiman și a Smarandei Neculce, care a avut următoarele demnități: logofăt al Dreptății (1857), președinte al Adunării Legislative, deputat de Vaslui (1870). A fost căsătorit de două ori: mai întâi cu Ecaterina Dimachi (de care a divorțat la 6 iunie 1836) și apoi, la 26 ianuarie 1839, cu Pulcheria Rallet (de care a divorțat la 27 octombrie 1856).
- Dumitru (Matache) Beldiman (7 iunie 1834 - 16 iunie 1873) - fiul logofătului Iordache Beldiman și a Ecaterinei Dimachi, care a îndeplinit funcția de prefect de Iași. S-a căsătorit la Iași, la 14 februarie 1857, cu Eliza, fiica marelui logofăt Lupu Balș, de care a divorțat în 1863. A murit la Berlin.
- George Beldiman (1859 - 2 august 1863) - fiul lui Dumitru (Matache) Beldiman și a Elizei Balș

### Lumânărică
După unele surse, în fostul cimitir din curtea bisericii s-a aflat, până pe la anul 1901, mormântul lui Lumânărică, un sărac milostiv pomenit de Costache Negruzzi în "Scrisoarea XIII (Lumînărică)" datată din martie 1843. Acesta ar fi fost înmormântat de arhiereul Filaret Beldiman "Apamias" pe cheltuiala Mariei Miclescu (d. ianuarie 1859), soția vornicului Scarlat Miclescu și nepoata arhiereului. 
Negruzzi afirmă că trecând într-una din zile pe lângă o biserică ar fi văzut o mulțime mare strânsă la o înmormântare fastuoasă celebrată de un arhiereu. Aceea era înmormântarea lui Lumânărică, pe numele său de botez Ioan, plătită de o văduvă care găsise într-o dimineață la poarta sa trupul neînsuflețit al cerșetorului. 
El a revenit cu o precizare în „Albina românească” nr. 8 din 27 ianuarie 1844, p.32, în articolul „Cine au înmormântat pe Lumânărică?". El afirmă acolo că îngroparea cerșetorului a fost plătită de cucoana Marghioala (d. ianuarie 1859), soția vornicului Scarlat Miclescu.  Aceasta era fiica medelnicerului Dumitru Beldiman și nepoata arhiereului Filaret Apamias.
Alexandru Papadopol-Calimah aduce și alte precizări. Auzind clopotele de la Biserica Talpalari, arhiereul Filaret Beldiman "Apamias", locțiitorul de mitropolit al Moldovei, l-a întrebat pe arhidiacon care este motivul. I s-a spus că pentru Lumânărică, la care arhiereul și‐a făcut semnul crucii, a murmurat o rugăciune și a poruncit să se tragă clopotul cel mare de la Mitropolie, zicând că „un om sfânt a părăsit această lume!” Pe atunci era regula ca atunci când suna clopotul de la Catedrala Mitropolitană, trebuiau să-i răspundă clopotele tuturor celorlalte biserici din Iași. După cum scrie Papadopol-Calimah, "Trei zile ținu glasul clopotelor,- trei zile Iașii erau în jale!" 
În anul 1901, plimbându-se prin cimitirul acestei biserici, istoricul Gheorghe Ghibănescu găsea aici "multe pietre pline cu slove", "cu bogate inscripții, care ne spun de rostul, ce l-au avut în lume cei ce zac sub ele". El afirma că aici, sub "o piatră detunată, care nu poartă pe ea decât urmele ciocanului grosolan al ciocănașului, care a desbârnat bolovanul de stânca din munte, și fără altă înfloritură", se afla mormântul lui Lumânărică. 
Astăzi, osemintele lui Lumânărică sunt păstrate în cripta de sub vestmântarul bisericii Talpalari din Iași, în aceiași casetă cu rămășițele pământești ale episcopului Filaret Apamias Beldiman, așa după cum arată, bazându-se pe inscripția de pe lădița cu oseminte, istoricul preot Constantin Bobulescu. 
De când a fost redescoperit locul de odihnă a rămășițelor pământești ale lui Ioan, zis Lumânărică, mulți creștini cu suferințe trupești sau sufletești găsesc mângâiere și ajutor. Ca atunci, cu peste o 170 de ani în urmă și astăzi milostivul cerșetor Lumânărică răspândește binele, alină dureri sufletești, tămăduiește de boli grele, într-un cuvânt face minuni. Este în curs de a fi deschis, la biserica Talpalari, dosarul de canonizare, ca sfânt, a țăranului român de la Tutova, Ioan Proca, zis Lumânărică. 

## Imagini

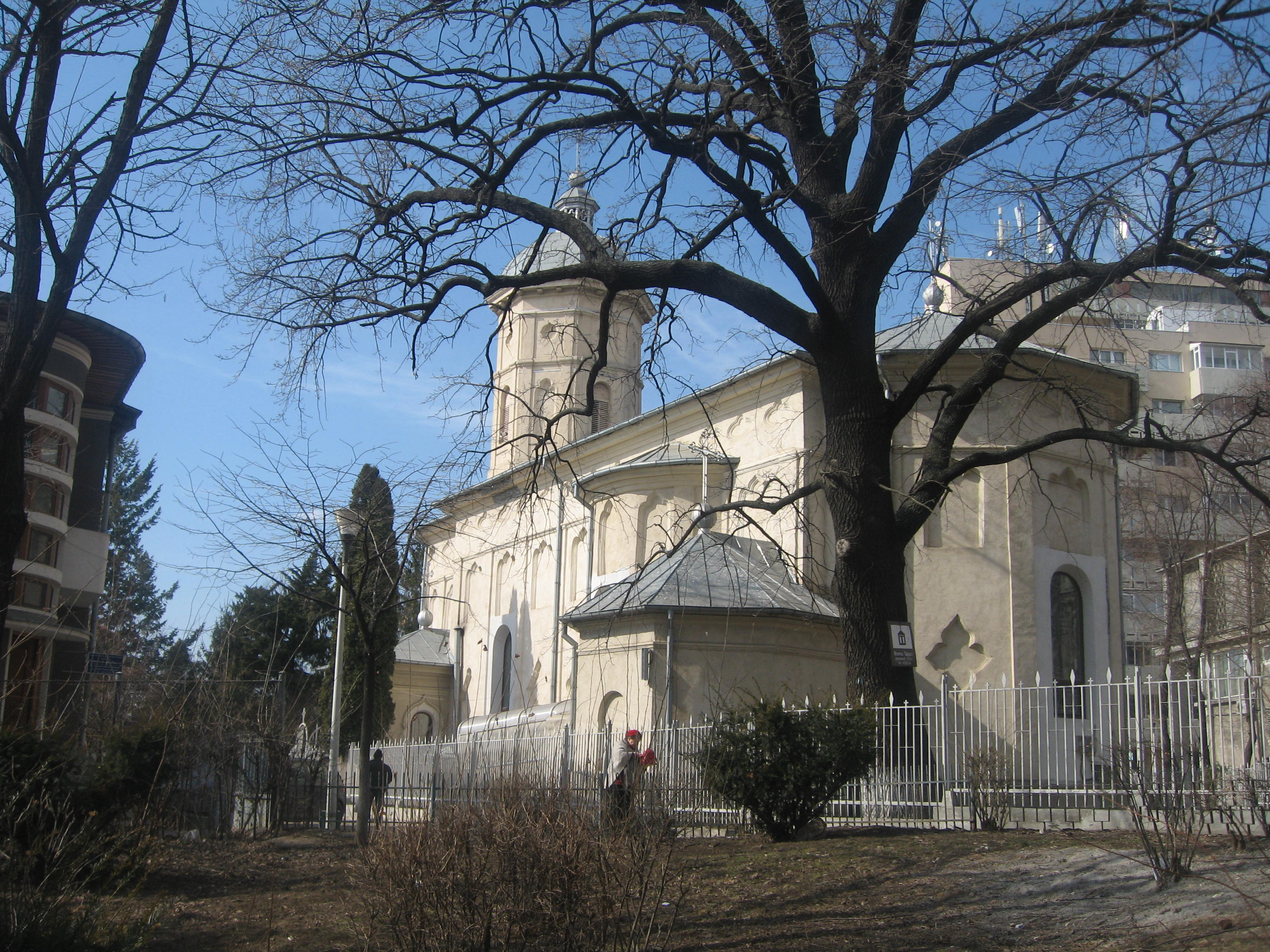
Vedere a bisericii dinspre sud-est
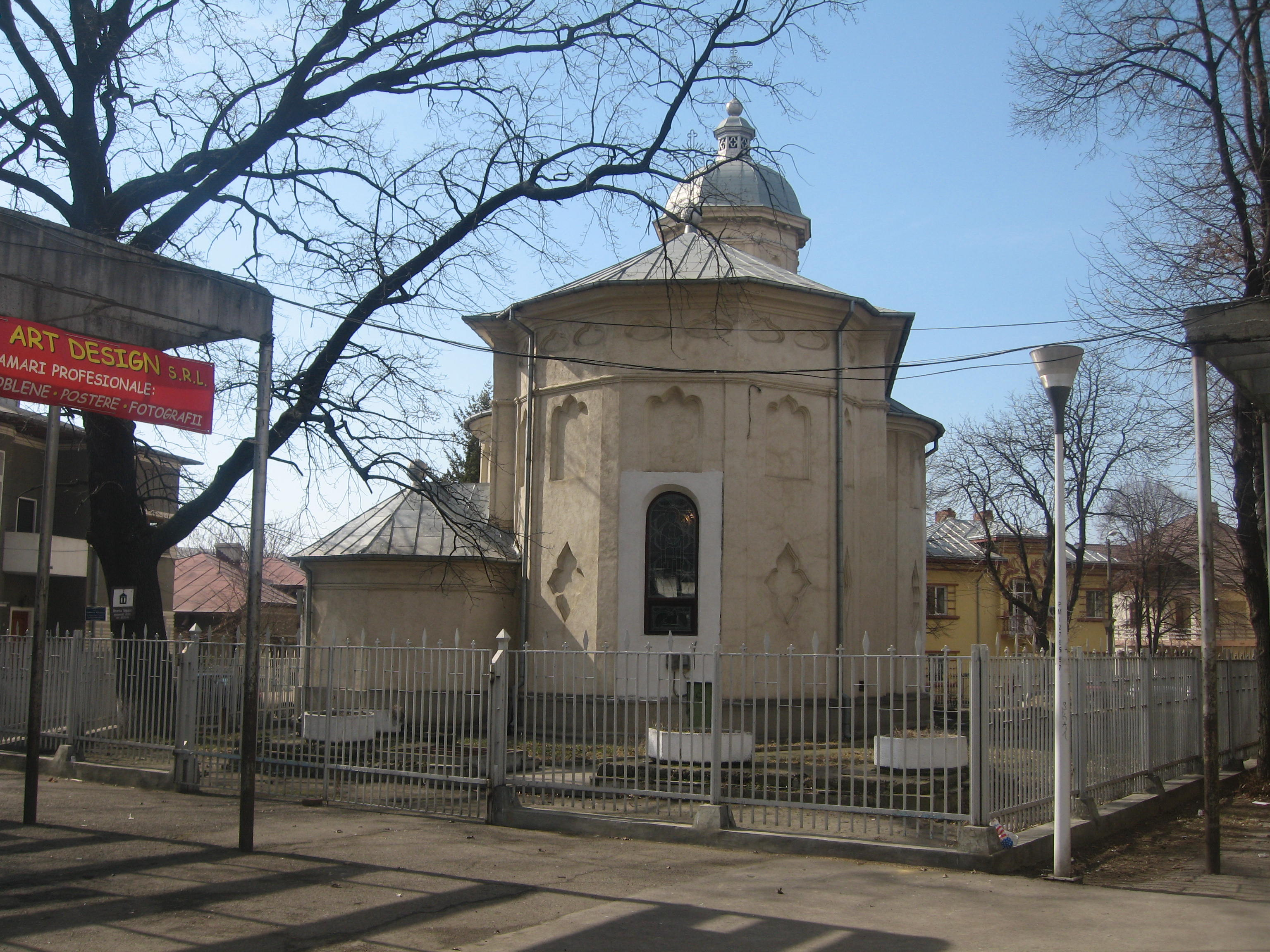
Absida altarului
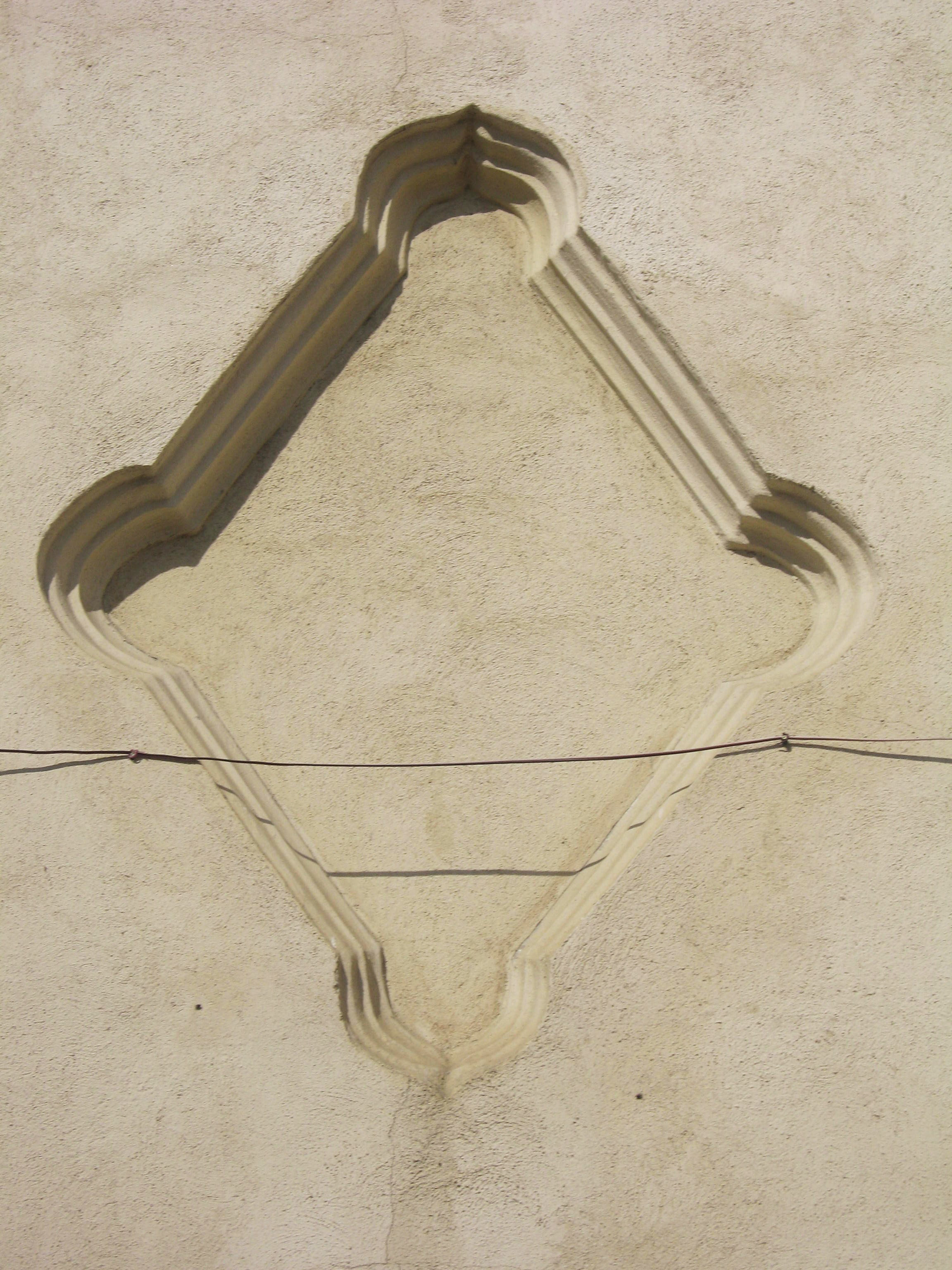
Nişă de formă rombică
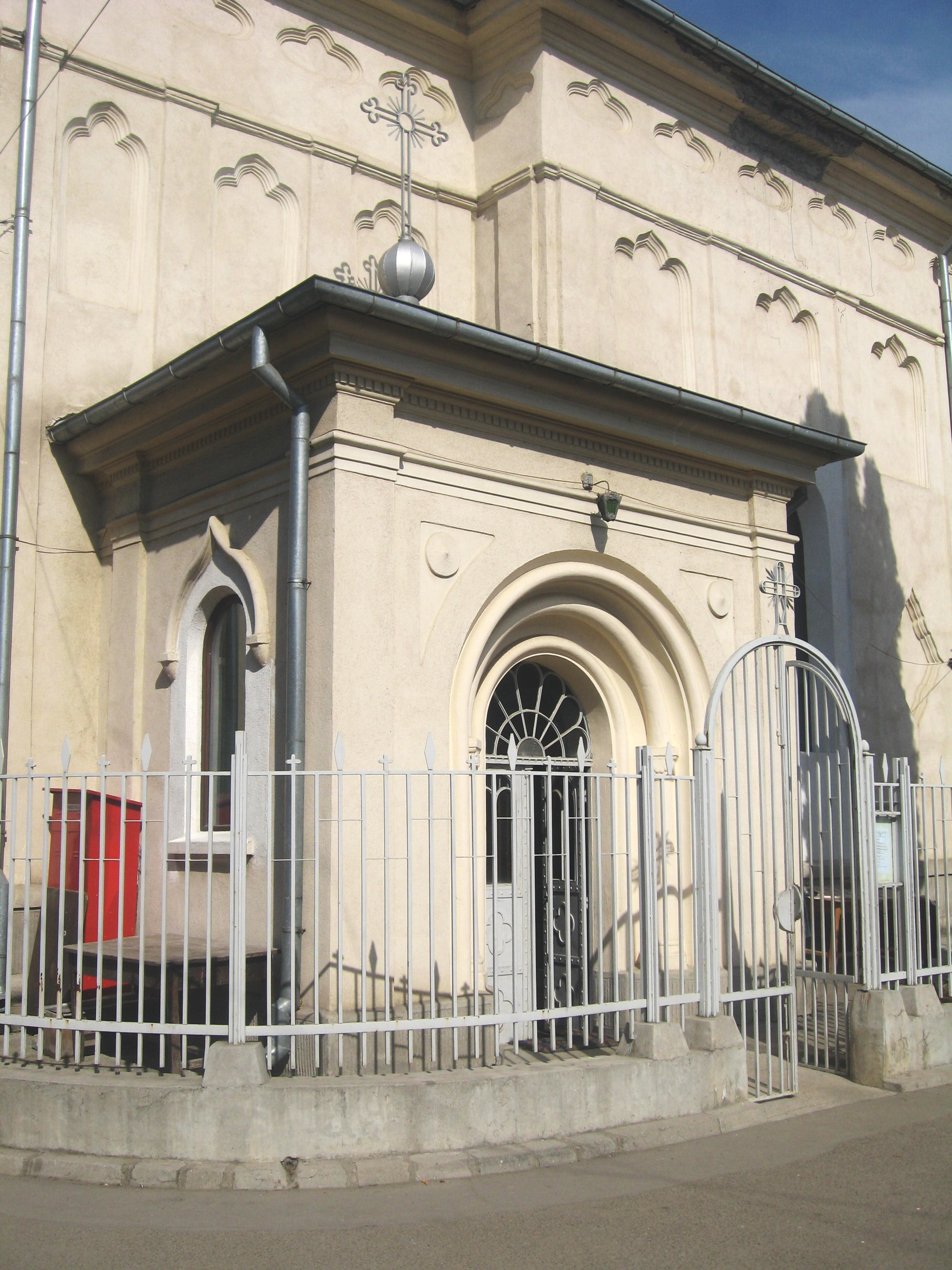
Pavilionul pe unde se intră în pridvorul bisericii
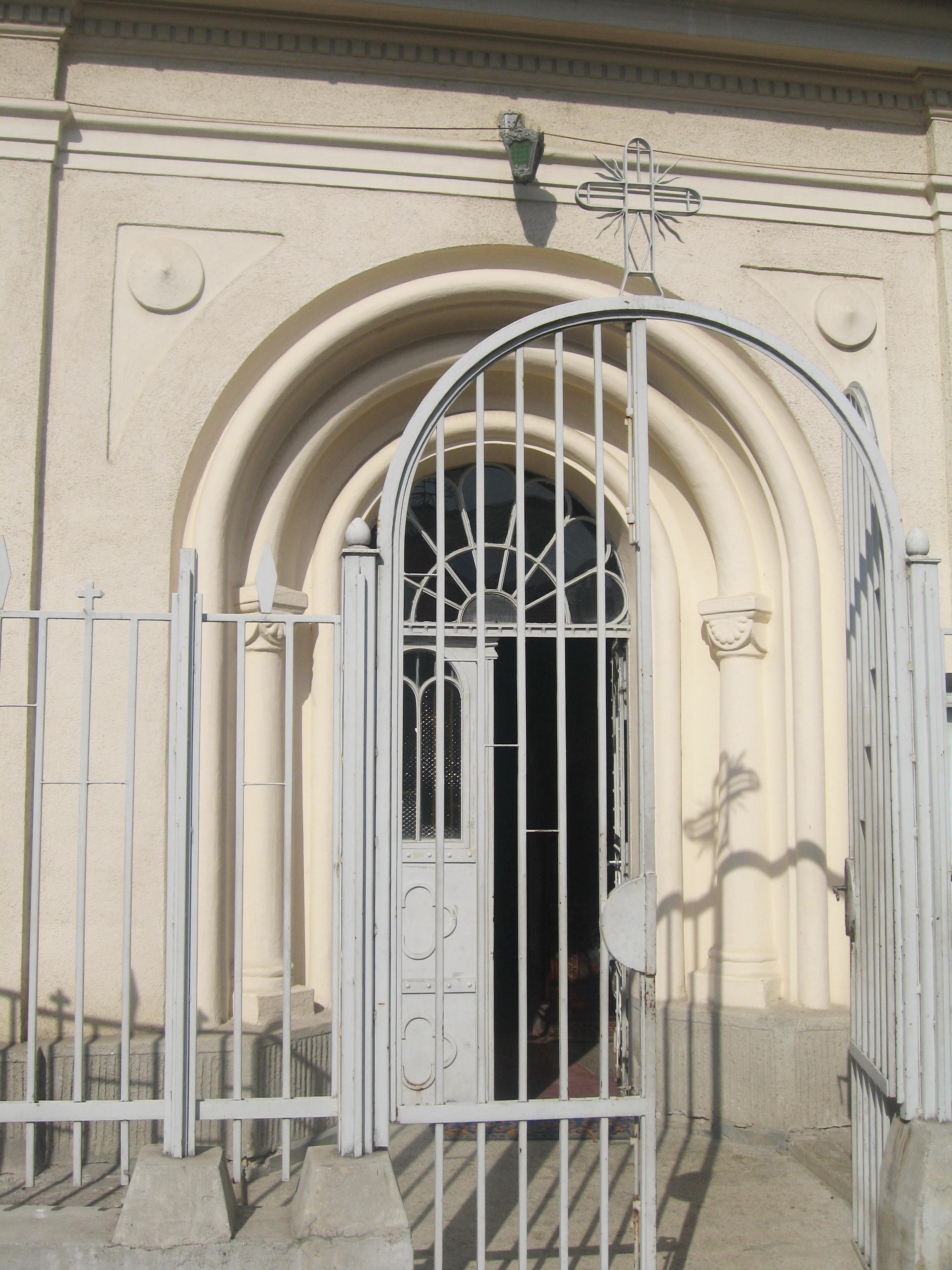
Portalul de intrare în biserică
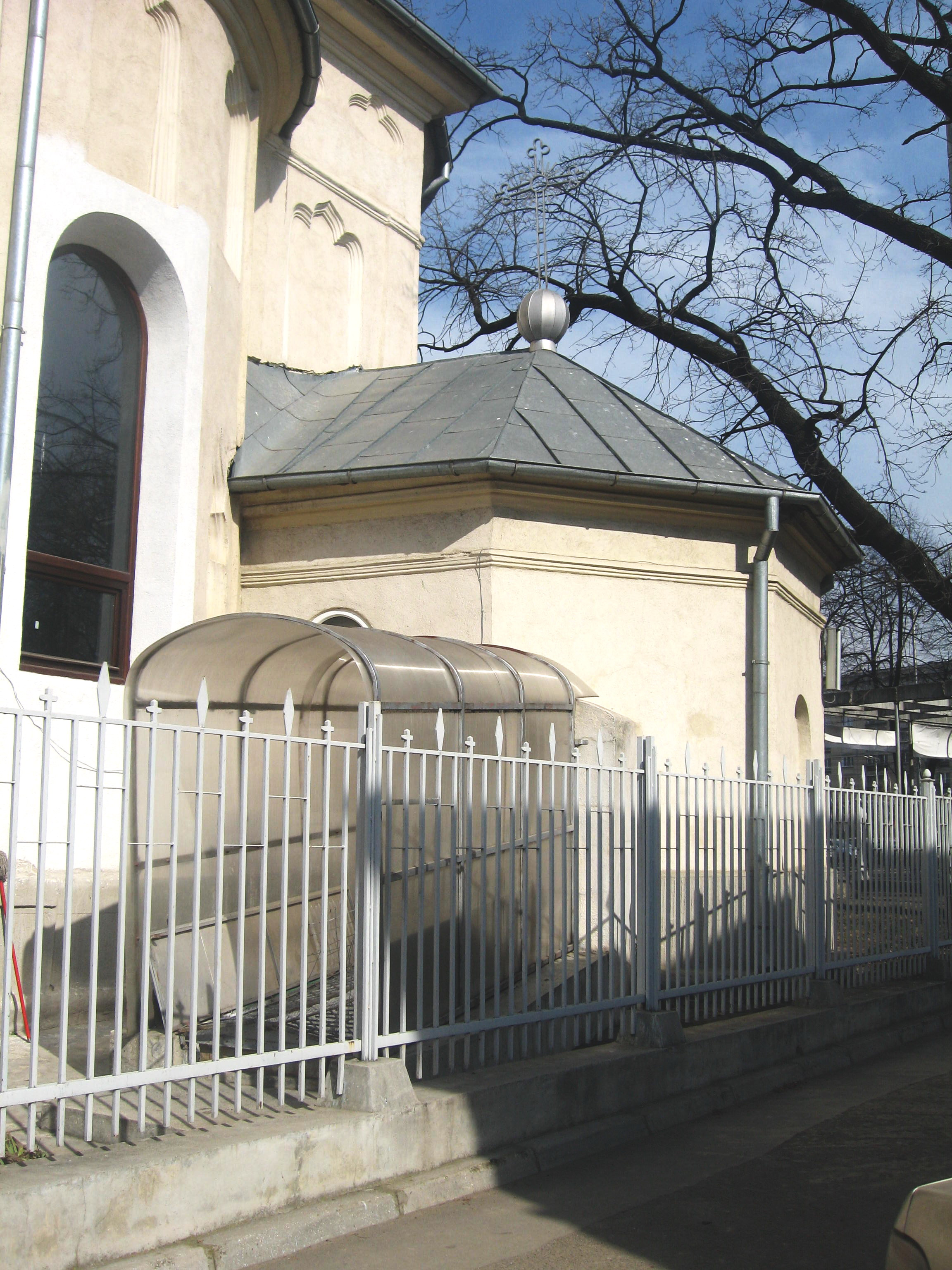
Veşmântăria construită deasupra criptei